# Бачинський Леонід Васильович
Бачи́нський Леоні́д Васи́льович (псевдонім Вуйко Квак, 1896–1989) — український письменник, громадський діяч, педагог, журналіст.

## Життєпис
Народився 28 лютого 1896 р. у м. Катеринославі (нині Дніпро).
Закінчив природничий факультет Київського університету. Воював у лавах Армії УНР (1918—1920), був сотником. Після поразки тодішнього етапу Національно-визвольних змагань перебував у таборі для інтернованих осіб у Тарнові.
У 1922—1923 роках працював директором гімназії в селі Лука поблизу м. Самбір. Потім учителював у Севлюші, Ужгороді (Закарпаття).
У 1924 році заснував в Ужгороді пластове видавництво «Ватра», яким керував протягом п'яти років.
У 1929 р. змушений був виїхати до Галичини, заснував курінь ім. О. і С. Тисовських, активно працював із молоддю. У 1939 р. переїхав до Ярослава, заснував музей імені князя Ярослава, був директором торговельної школи.
У роки Другої світової війни був директором української гімназії в таборі ДП (Гайденав).
У 1950 році емігрував до США. У 1952 році у Клівленді заснував перший пластовий музей, започаткував серію пластових видань. Був відзначений найвищими пластовими нагородами: орденом св. Юрія, Срібним Хрестом Карпатської Січі.
Дійсний член НТШ.
Помер 25 червня 1989 року у місті Денвері (США).

## Творчість
Автор книг «Перші кроки» (1949), «Українська преса в Клівленді» (1957), «Шевченкіана в США і Канаді в роках 1960 і 1962» (1962), «Покажчик видань Шевченкових творів та праць різних авторів про життя та творчість Т. Г. Шевченка» (1964).